# Panargiakos FC
El Panargiakos FC (en griego: Παναργειακός Α.Π.Ο.) es un equipo de fútbol de Grecia que juega en la Gamma Ethniki, la tercera división nacional.

## Historia
Fue fundado en el año 1926 en la ciudad de Argos en el municipio de Argolis con el nombre Pan-Hellenic Association of National Physical Education como miembro de la Argolida Football Clubs Association. El club jugaría por primera vez en la primera división en la temporada de 1956/57 y llegó a jugar en varias temporadas en la desaparecida Beta Ethniki en 1965—1967, 1970—1975, 1981—1982, 1990—1998.
El club había desaparecido en 1933 pero sería refundado en 1945 con el nombre Panargiakos APO y sería hasta 1947 que participaría en torneos oficiales ya que antes solo se limitaba a jugar partidos amistosos. En años recientes el club estaba jugando en los campeonatos de Argolida o en la desaparecida Delta Ethniki, aunque es el club más popular del municipio.
El 31 de mayo de 2008 ganó la Copa de Amateurs al vencer al Niki Polygyrou FC por 3–0 en Lamia. En ese mismo año ganó su torneo de liga y la copa de Argolida, consiguiendo el triplete. En los siguientes tres años estuvo en la tercera división nacional sin éxito, por lo que descendió. En agosto de 2012 el club sería refundado como Panargiakos y en la temporada 2012/13 regresaría a la Delta Ethniki.
En la Tercera División Nacional jugó durante 2 temporadas (2022-23 y 2023-24), teniendo un periodo satisfactorio. En la temporada 2023-24 con Giorgos Vazakas como entrenador se coronó campeón y subió a la segunda división por primera vez después de 26 años.

## Afición
El Panargeikos es un equipo muy querido en Argos, así como en la Prefectura de Argolida y tiene un grupo de aficionados que se llama Lobos Verdes - Puerta 2.

## Palmarés
- Gamma Ethniki: 3

1981, 1990, 2024
- Delta Ethniki: 2

1986, 2008
- Campeonato E.P.S. Argolida: 6

1965, 1970, 1976, 1979, 2005, 2022
- Copa de E.P.S. Argolida: 9

1976, 1984, 1986, 2008, 2013, 2016, 2019, 2023, 2024
- E.P.S. Championship Argolidocorinthia: 1

1957
- Copa Amateur de Grecia: 1

2008